# Epirrhoe sociata
Epirrhoe sociata là một loài bướm đêm trong họ Geometridae.